# Miriam Scheib
Miriam Scheib (* 5. Juni 1975) ist eine ehemalige deutsche Fußballspielerin.

## Karriere
Scheib spielte in Saarbrücken für den VfR 09, bevor sie 1997 mit der Abteilung zum 1. FC Saarbrücken übertrat. Im Februar 2006 wechselte sie  zum Hamburger SV. Nach dem Ende der Saison spielte sie noch einmal für eine Spielzeit bei der zweiten Mannschaft und beendete danach ihre aktive Spielerkarriere. In der Saison 2010/11 trat sie nochmal als Co-Trainerin der zweiten Hamburger Mannschaft in Erscheinung, wo sie auch nochmal ein paar Einsätze als Spielertrainerin absolvierte.
Für die A-Nationalmannschaft bestritt sie einzig am 27. August 1996 ein Länderspiel. In Lichtenvoorde wurde die Nationalmannschaft der Niederlande in einem Testspiel mit 3:0 besiegt. Dabei wurden elf Spielerinnen des DFB zur zweiten Halbzeit ein- bzw. ausgewechselt; Scheib kam in der 46. Minute für Kerstin Stegemann zum Einsatz.